# Chiesa di San Vincenzo Ferrer (San Vincenzo)
La chiesa di San Vincenzo Ferrer è un edificio sacro che si trova in piazza della chiesa a San Vincenzo.

## Storia e descrizione
La chiesa parrocchiale di San Vincenzo è stata costruita alla metà dell'Ottocento e consacrata nel 1865.
L'edificio, posto in aderenza a vasti complessi residenziali sorti tra la fine del Novecento e l'inizio del Duemila, presenta una facciata assai semplice, con un portale sormontato da un rosone circolare. All'interno ospita un ciclo di affreschi di Giampaolo Talani, eseguiti fra il 1979 e il 1987, raffigurante otto episodi della vita di Cristo (Cattura, Passione, Flagellazione, Ultima cena, Crocifissione, Deposizione, Compianto e Resurrezione) e i quattro Evangelisti.

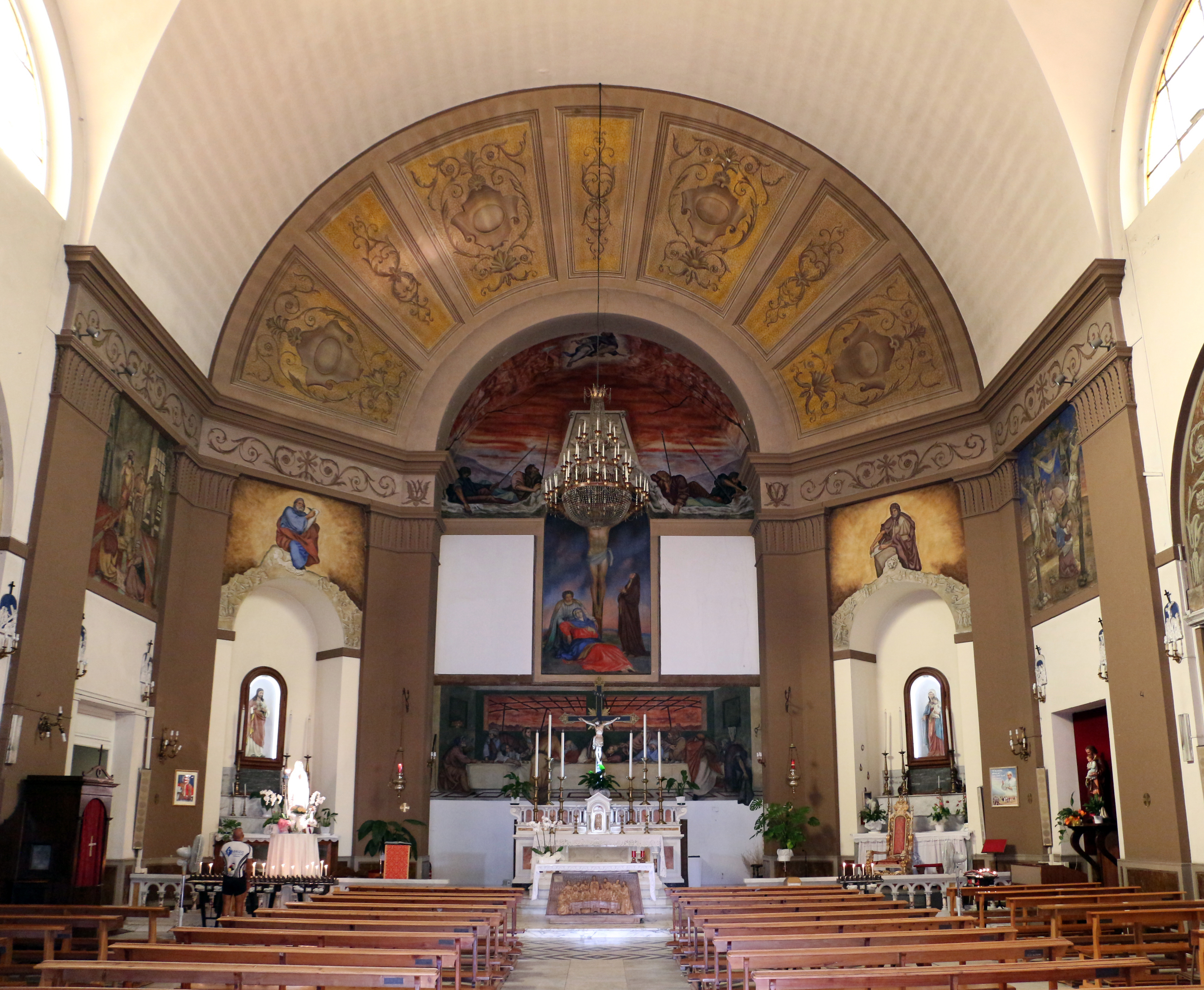
Interno
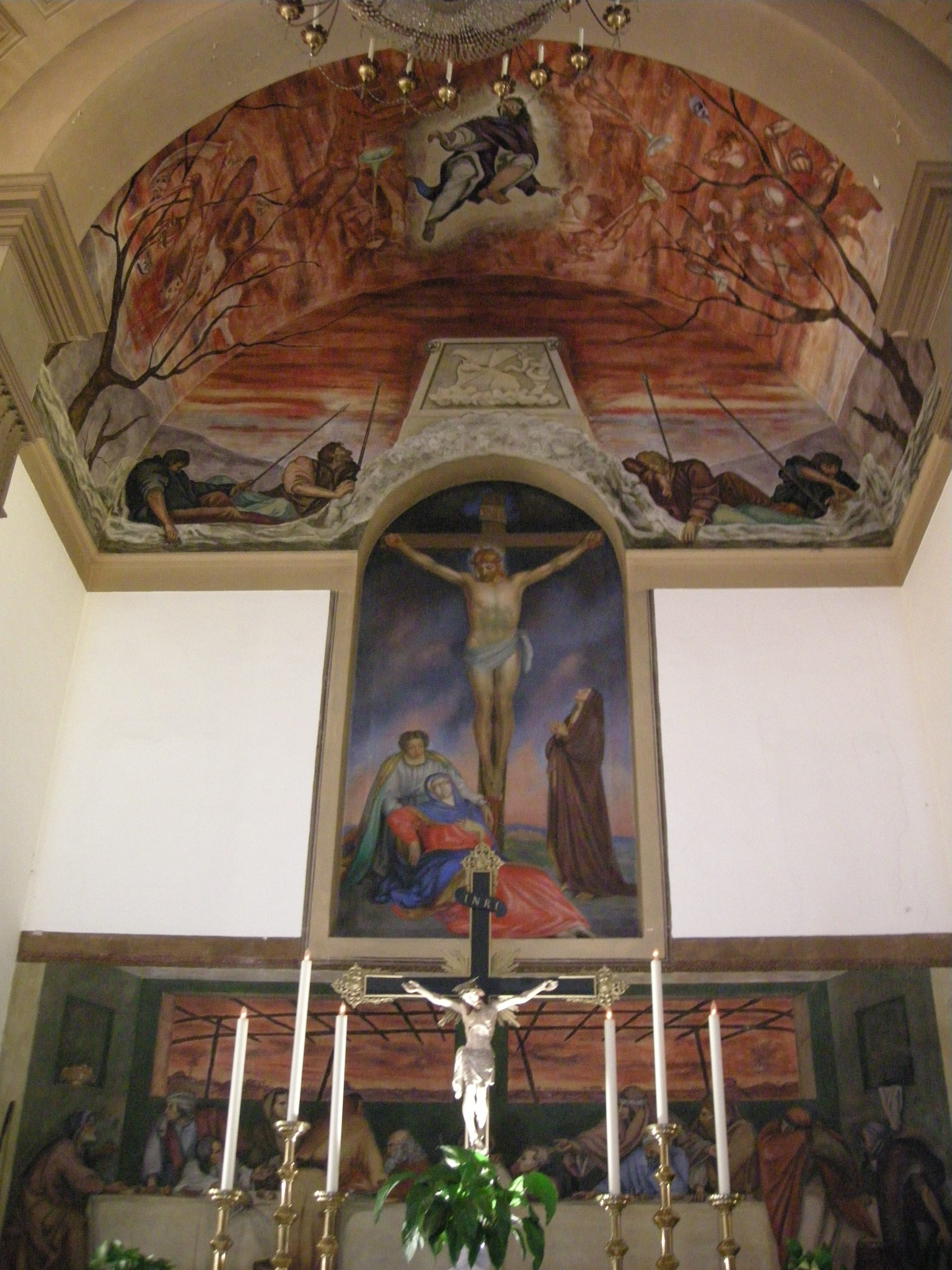
Altare maggiore